# Нема-Немасо
Нема-Немасо (фр. Nema Nemasso) — деревня в Чаде, расположенная на территории региона Тибести. Входит в состав департамента Восточное Тибести. Население составляют представители субэтнической группы теда народа тубу.

## География
Деревня находится в северо-западной части Чада, в центральной части плоскогорья Тибести, на высоте 1579 метров над уровнем моря.
Нема-Немасо расположен на расстоянии приблизительно 1015 километров к северо-северо-востоку (NNE) от столицы страны Нджамены. Ближайшие населённые пункты: Камай, Буро, Юбор, Эдимпи, Йентар.
Климат Нема-Немасо характеризуется как аридный жаркий (BWh в классификации климатов Кёппена).

## Транспорт
Ближайший аэропорт расположен в городе Бардаи.